# Перковський потік
Перковський потік (словац. Perkovský potok) — річка в Словаччині; права притока Радошинки. Протікає в округах Топольчани і Нітра.
Довжина — 20.7 км. Витікає в масиві Подунайські пагорби на висоті 215 метрів.
Протікає територією сіл Горне Штітаре, Горне Обдоковце, Чермани, Грубоньово та Шур'янки.
Впадає в Радошинку на висоті 142 метри.